# Понтал
Понтал (порт. Pontal) — муниципалитет в Бразилии, входит в штат Сан-Паулу. Составная часть мезорегиона Рибейран-Прету. Входит в экономико-статистический микрорегион Рибейран-Прету. Население составляет 34 763 человека на 2006 год. Занимает площадь 355,262 км². Плотность населения — 97,9 чел./км².

## История
Город основан 19 октября 1911 года. 

## Статистика
- Валовой внутренний продукт на 2003 год составляет 337 408 300,00 реалов (данные: Бразильский институт географии и статистики).
- Валовой внутренний продукт на душу населения на 2003 год составляет 10 403,56 реала (данные: Бразильский институт географии и статистики).
- Индекс развития человеческого потенциала на 2000 год составляет 0,792 (данные: Программа развития ООН).